# Milk & Kisses
Milk & Kisses är en azerbajdzjansk musikgrupp bestående av Dilara Kazimova, född 20 maj 1984, (azerbajdzjanska: Dilarə Kəzimova) och Farida Nelson, född 3 september 1983 (azerbajdzjanska: Fəridə Nelson), båda från huvudstaden Baku.
Milk & Kisses deltog 2010 i Azerbajdzjans uttagning till Eurovision Song Contest. Där lyckades de ta sig till den nationella finalen, där de ställdes mot Safura Alizadeh och Maryam. Alla deltagare fick sjunga de tre finallåtarna, Drip Drop, Under My Skin och Soulless. Slutligen gick Safura segrande med det svenskskrivna bidraget Drip Drop.
Samma år, 2010, valdes Milk & Kisses till att representera sitt land i festivalen för unga sångare i Jūrmala (mer känd som New Wave. Den första dagen sjöng de låten "A Woman in Love" och låg på en sextonde plats. På den andra dagen sjöng de låten "Getmä, Getmä, Gäl", och klättrade då till en tionde plats. I finalen av tävlingen som hölls 1 augusti 2010 sjöng de låten "Podruga", som de fick 82 poäng för. Dock lyckades de inte vinna tävlingen, utan slutade på en femtonde plats av sjutton deltagare, med 254 poäng. Segrade gjorde Sona Sjachgeldjan från Armenien.